# Hjerte
 For alternative betydninger, se Hjerte (flertydig). (Se også artikler, som begynder med Hjerte)
Hjertet (latin cor, genitiv cordis, græsk cardia) er det organ (en muskel), som pumper blodet rundt i kroppen på dyr og mennesker. Hjertet indeholder endvidere ledningsvæv og fire hjerteklapper.
Hjertet hos mennesker, pattedyr og fugle er inddelt i fire kamre, adskilt ved fire klapper, hos krybdyr og padder tre kamre og fisk to kamre. Hjertet på et menneske er cirka på størrelse med en knyttet hånd og placeret i brystkassen (thorax) lidt til venstre for kroppens midterlinie (medianplan). Det slår, i hvile, cirka 60-100 slag i minuttet. Iltet blod pumpes ud i kredsløbet via hovedpulsåren (aorta) og afiltet blod fra kroppen via lungearterien ud i lungekredsløbet. Hjertet har et indbygget elektrisk ledningssystem (impulsledningssystemet), som styrer og koordinerer muskelsammentrækningerne. Hjertets egen blodforsyning sker gennem kranspulsårerne, som ved forkalkning kan give anledning til hjertekramper og blodpropper.

## Opbygning

### Lejring og form
Hjertet er placeret i det mellemste mediastinum omkring de thorakale ryghvirvler T5-8. De er her omgivet af en fibrøs sæk, hjertesækken, som er fæstnet til de omkringliggende store kar, mellemgulvet, samt bagsiden af sternum. Selveste hjertet har nærmest form som en nedadvendt kegle; spidsen af keglen vender nedad-venstre og udgør apex af hjertet, den opad-bagud-højre vendte grundflade danner så basis.
De yderligere 4 sider af pyramiden består af:
- De to fascies pulmonalis, den højre (latin dexter) og venstre (latin sinister), som vender imod henholdsvist højre og venstre lungehinde.
- Fascies sternocostalis, som vender fremad imod sternum og ribbenene.
- Fascies diaphragmatica, som vender nedad mod mellemgulvet.

Da hjertets apex er hæftet til mellemgulvet, betyder det at hjerte under åndedræt strækkes nedad/opad sammen med mellemgulvets bevælgelser. Basis af hjertet fastholder hjertets stilling i brystkassen under disse bevægelser grundet sin fasthæftelse til aorta og arteria pulmonaris dexter/sinister som danner "kroge" rundt om bronkierne. En af disse kroge danner desuden arcus aortae.
Normal hjertestørrelse er omkring de 350 gram (1/200 del af kropsvægten) med mål på 6x9x12 cm, dette varierer dog massivt imellem individer. Da hjertet hovedsageligt består af hjertemuskel, kan størrelsen af hjertet øges ved motion, ligesom alt anden muskelvæv.

### Hjertekamre
Hjertet er opdelt i fire kamre: to atrier samt de to ventrikler. Atrierne er forholdsvist små og superiort placeret, og kaldes også for forkamrene, hvorimod ventriklerne udgør en større del af hjertevolumen, og er inferiort/medialt placeret. Begge slags kamre er i virkeligheden cirkulære muskler, som ved innervation trækker sig sammen og dermed tømmer deres indhold, og ved afslapning danner udtryk og suger nyt blod til sig.
Atrierne modtager blod fra venerne ved afslapning, og afgiver så denne venøse blod til deres tilhørende ventrikel. Dette er tidsmæssigt tilrettelagt sammen med afslapningen af ventriklen, som så får tilført blod fra sit atriekammer, og så kontraherer sig for at tømme denne blod ud i arterierne. Denne cyklus gentages om og om igen, og udgør hjerterytmen.
De to atrier er adskilt af septum interatriale, og de to ventrikler af septum interventriculare. Adskilningen danner på overfladen af hjertet to furer, sulclus interventricularis anterior et posterior og sulcus coronarius.

## Undersøgelser af hjertet
- Klinisk undersøgelse
- EKG
- Ekkokardiografi
- Myokardiescintigrafi
- Hjertekateterisation

## Hjertesygdomme
Iskæmiske hjertesygdomme
- Akut myokardieinfarkt (AMI)
- Akut koronar syndrom (AKS)
- Angina pectoris

Arytmi/rytmeforstyrrelser
- Grenblok
- AV-blok
- Atrie-flimren
- Ekstrasystoli
- Takykardi
- Adams-Stokes syndrom
- Hjerteklapfejl

Infektioner i hjertet
- Endokardit
- Perikardit

Andre kardiologiske lidelser
- Hjertestop
- Hjerteflimmer
- Hjerteinsufficiens
- Kardiogent shock

## Transplantation af grisehjerte til menneske
Den første vellykkede transplantation af et hjerte fra en genetisk modificeret gris til et menneske blev udført 7. januar 2022 i Baltimore af hjertekirurgen Bartley P. Griffith; modtageren var David Bennett (57).

## Hjerte som metafor og symbol
Mennesket har tillagt hjertet en særlig betydning siden civilisationens begyndelse. Inden for den vestlige kultur bruges udtrykket “hjerte” ikke kun til at henvise til det fysiske organ, men også som en metafor for forskellige aspekter af menneskelig erfaring og følelser. I det almindelige hverdagssprog bruges hjertet især som en metafor for følelser og kærlighed.
I nogle vestlige religioner og filosofiske traditioner bruges hjertet desuden som et symbol på sjælen eller det åndelige selv. Inden for østlige filosofier betragtes hjertet som centrum for vitalitet og balance i kroppen.
Samlet set er udtrykket "hjerte" en kraftfuld metafor, der går ud over det fysiske organ og indfanger komplekse aspekter af menneskelig eksistens, følelser og relationer i forskellige kulturelle sammenhænge.